# El Atef
El Atef (àrab عاطف) és una comuna rural de la província de Taourirt de la regió de L'Oriental. Segons el cens de 2014 tenia una població total de 3.215 persones.